# Polystichum nudum
Polystichum nudum är en träjonväxtart som beskrevs av Edwin Bingham Copeland. Polystichum nudum ingår i släktet Polystichum och familjen Dryopteridaceae. Inga underarter finns listade.